# Verjni Ufaléi
Verkhni Ufalei (en ruso  :  Верхний Уфалей ) es una ciudad en el Óblast de Cheliábinsk, Rusia. Su población era 29,518 habitantes en 2013 .

## Geografía
Verkhni Ufalei es regado por el río Ufaaleka, un afluente de Ufa, y se encuentra a 125 km -  178 km por carretera - al noroeste de Cheliábinsk.

## Historia
Verkhni Ufalei fue fundado en 1761 por Ivan Mosolov para albergar al personal de una fábrica de acero en las orillas del río Ufaaleka. 
En 1774, los trabajadores de la fábrica participaron en la revuelta de Yemelyan Pugachov, durante los combates la fábrica fue capturada y quemada. La fábrica comenzó a producir en 1776, pero el poblado no fue restaurado hasta 1791.
En febrero de 1907, los bolcheviques habían establecido una organización del POSDR, que se ha convertido en la tercera más grande en los Urales formada por más de 500 trabajadores.
De marzo a octubre de 1917 en el pueblo se crea el Soviet de diputados obreros, los sindicatos y los guardias rojos. En julio de 1918 fue capturada por los checos. El 15 de julio de, 1919, el asentamiento fue liberado por el Ejército Rojo. Más concretamente, por regimiento de infantería número 39 de la Quinta División de infantería de 2º ejército del frente oriental bajo el mando SV Domolazova.
Desde noviembre de 1923, Verkhni Ufalei era una pequeña ciudad del distrito de Ufa del distrito de Sverdlovsk de la región de los Urales. 
Alcanzó el estado de comuna urbana en 29 de agosto de 1928. La puesta en marcha, en 1933 , de una fundición de níquel para procesar el mineral local aceleró su desarrollo, por lo que a Verkhni Ufalei se le otorgó el estatus de ciudad en 26 de abril de 1940.
El 9 de febrero de 1944 Verkhni Ufalei recibió el estatus de una ciudad de subordinación regional .

## Economía
Los alrededores de Verkhny Ufaley son ricos en depósitos minerales (minerales de níquel y hierro, mármol, arcilla refractaria). La economía de la ciudad y las áreas circundantes depende en gran medida de las fábricas metalúrgicas, como "UZMM" (Ufaley Metalúrgica Maquinaria Obras) y " Ufaleynickel ". Esta última, en particular, es la planta más antigua de níquel Rusia y la empresa industrial más grande de la ciudad, responsable del 75% del volumen total de los bienes producidos y gran parte del empleo de la ciudad.